# Hyperstrotia nana
Hyperstrotia nana är en fjärilsart som beskrevs av Jacob Hübner 1827. Hyperstrotia nana ingår i släktet Hyperstrotia och familjen nattflyn. Inga underarter finns listade i Catalogue of Life.